# Сарата-Мерешены
Сарата-Мерешены (рум. Sărata-Mereşeni, Сэрата-Мерешень) — село в Хынчештском районе Молдавии. Наряду с селом Мерешены входит в состав коммуны Мерешены. Площадь села — около 0.68 кв. км, периметр — 5.29 км. Село расположено на расстоянии 12 км от города Хынчешть и 46 км от муниципия Кишинёв. Первое документальное упоминание о селе Сэрата-Мерешень датировано 1620 годом..

## История
```
  Было основано в 1925 году 
XX века
. Первые жители переезжали в эти места в 1921-1924 гг. Это были переезжие из Украины Черновицкой области Заставновского района: семья Целуйко, Георгий Боря, Лесовой Корней, Погореный Константин, Петренко Григорий, Лазарь Роман, Соболь Илья, Моисеев Кузьма, Павлюк Данил, Прутян Иван, Москович Георгий, Полотайко Василий, Тудор Василий и многие другие. Они звали своих родных и друзей, говоря, чтобы они приезжали на "слободу" (прим. "свободу"). 
  Является плановым сельским формированием. 
  Название села было дано от названия речки Сарата (молд.Sărata) - приток реки Прут, длиной 59 км, которая протекала через село и Мерешены (молд.Mereşeni) - центральная усадьба села Мерешень.
   В 1940 году был организован Сельский Совет, размещённый в доме Терновецкой Ефросиньи. Председателем Сельского Совета был назначен Манзюк Николай, его заместителем - Бамбуляк Иван, а секретарём - Полотайко Василий. 
  В рамках села в советский период, в 1946 году был организован и действовал колхоз "Колхоз имени Сталина". Затем были построены склад, животноводческая ферма, свиноферма, кроликоферма, конюшня (выращивали не только лошадей, но и волов), тракторная бригада, кузница, столярная мастерская, маслобойня, мельница, пункт связи для колхоза. Было развито полеводство, овощеводство (работали 2 Полеводческие и 1 Огородная бригады), садоводство, виноградарство (было развито вплоть до 2005 года), пчеловодство. В 1950 году колхоз вошёл в состав колхоза Сарата Галбена (молд. Sărata Galbenă) и был назван "ХХ партсъезд". 
  В 70-х годах перешёл в состав совхоза Мерешен. В селе открылись восьмилетняя школа, клуб с киноустановкой, библиотека, ателье бытового обслуживания населения, почтовое отделение, детский сад, магазин.
  На территории села в 1992 году были отстроены две церкви: Молитвенный дом Евангельских христиан-баптистов "Христос - Основа Церкви" и церковь пятидесятников "Христос для всех".
  В настоящее время, в селе есть Дом Культуры и Библиотека, Почтовое отделение, Медицинский пункт. Также функционирует детский сад. Население преимущественно украинское, но также проживают молдаване, русские, болгары.
```

## География
Село расположено на высоте 126 метров над уровнем моря.

## Население
По данным переписи населения 2004 года, в селе Сэрата-Мерешень проживает 665 человек (325 мужчин, 340 женщин).
Этнический состав села:
| Национальность | Число жителей | Процентный состав |
| -------------- | ------------- | ----------------- |
| украинцы       | 388           | 58.35             |
| молдаване      | 235           | 35.34             |
| русские        | 35            | 5.26              |
| болгары        | 1             | 0.15              |
| прочие         | 6             | 0.9               |
| Всего          | 665           | 100 %             |